# Lijst van rijksmonumenten op de Hoogte Kadijk
Een overzicht van de 49 rijksmonumenten op de Hoogte Kadijk in Amsterdam. Hoogte Kadijk 84-106 en 112-150 staan bekend als de Sibbelwoningen.
| Object                                                                            | Oorspronkelijke functie? | Bouwjaar                                    | Architect                          | Locatie                     | Coördinaten?                  | Nr.?   | Afbeelding                                                                        |
| --------------------------------------------------------------------------------- | ------------------------ | ------------------------------------------- | ---------------------------------- | --------------------------- | ----------------------------- | ------ | --------------------------------------------------------------------------------- |
| Achter een voorerf liggend huis onder schilddak, met gepleisterde gevels          | Gebouw                   | 1777                                        |                                    | Hoogte Kadijk 97            | 52° 22' 7" NB, 4° 55' 4" OL   | 2042   | Achter een voorerf liggend huis onder schilddak, met gepleisterde gevels          |
| Vierraams dwarshuis                                                               | Gebouw                   | 1777                                        |                                    | Hoogte Kadijk 97            | 52° 22' 7" NB, 4° 55' 4" OL   | 2043   | Meer afbeeldingen                                                                 |
| Pand met klokgevel met op de scheiding met nr 103 een gezamenlijke gevelsteen     | Gebouw                   | 1867                                        |                                    | Hoogte Kadijk 107           | 52° 22' 7" NB, 4° 55' 4" OL   | 2044   | Pand met klokgevel met op de scheiding met nr 103 een gezamenlijke gevelsteen     |
| Hoekhuis met klokgevel met op de scheiding met nr 101 een gezamenlijke gevelsteen | Gebouw                   | 17e eeuw                                    |                                    | Hoogte Kadijk 107           | 52° 22' 7" NB, 4° 55' 4" OL   | 2045   | Hoekhuis met klokgevel met op de scheiding met nr 101 een gezamenlijke gevelsteen |
| Museumwerf 't Kromhout                                                            | Waterweg, werf en haven  | ca. 1725                                    |                                    | Hoogte Kadijk tegenover 147 | 52° 22' 5" NB, 4° 55' 12" OL  | 2046   | Meer afbeeldingen                                                                 |
| Laag dwarshuis een groep beneden- en bovenwoningen vormend                        | Gebouw                   | 17e eeuw                                    |                                    | Hoogte Kadijk 151           | 52° 22' 4" NB, 4° 55' 12" OL  | 2047   | Meer afbeeldingen                                                                 |
| Pand met halsgevel                                                                | Gebouw                   | ca. 1725                                    |                                    | Hoogte Kadijk 8             | 52° 22' 13" NB, 4° 54' 46" OL | 2048   | Meer afbeeldingen                                                                 |
| Pand met gevel onder rechte lijst (oorspronkelijk halsgevel)                      | Woonhuis                 | ca. 1725                                    |                                    | Hoogte Kadijk 10            | 52° 22' 13" NB, 4° 54' 46" OL | 2049   | Meer afbeeldingen                                                                 |
| Pand met halsgevel                                                                | Woonhuis                 | ca. 1725                                    |                                    | Hoogte Kadijk 12            | 52° 22' 12" NB, 4° 54' 46" OL | 2050   | Meer afbeeldingen                                                                 |
| Pand met halsgevel                                                                | Gebouw                   | ca. 1725                                    |                                    | Hoogte Kadijk 14            | 52° 22' 12" NB, 4° 54' 46" OL | 2051   | Meer afbeeldingen                                                                 |
| Pand met halsgevel                                                                | Gebouw                   | ca. 1725                                    |                                    | Hoogte Kadijk 16A           | 52° 22' 12" NB, 4° 54' 46" OL | 2052   | Meer afbeeldingen                                                                 |
| Huis met een verdieping verhoogd                                                  | Gebouw                   | ca. 1725 laatste kwart 18e eeuw (verhoging) |                                    | Hoogte Kadijk 18A           | 52° 22' 12" NB, 4° 54' 47" OL | 2053   | Huis met een verdieping verhoogd                                                  |
| Pand met gevel onder rechte lijst                                                 | Gebouw                   | ca. 1725                                    |                                    | Hoogte Kadijk 20A           | 52° 22' 12" NB, 4° 54' 47" OL | 2054   | Pand met gevel onder rechte lijst                                                 |
| Huis met gevel (oorspronkelijk halsgevel)                                         | Gebouw                   | ca. 1725                                    |                                    | Hoogte Kadijk 22A           | 52° 22' 12" NB, 4° 54' 47" OL | 2055   | Huis met gevel (oorspronkelijk halsgevel)                                         |
| Pand met halsgevel                                                                | Gebouw                   | eerste of tweede kwart 18e eeuw             |                                    | Hoogte Kadijk 24A           | 52° 22' 12" NB, 4° 54' 47" OL | 2056   | Pand met halsgevel                                                                |
| Pand met halsgevel met bijzondere vleugelstukken                                  | Gebouw                   | ca. 1725                                    |                                    | Hoogte Kadijk 24A           | 52° 22' 12" NB, 4° 54' 47" OL | 2057   | Pand met halsgevel met bijzondere vleugelstukken                                  |
| Pand met gevel                                                                    | Gebouw                   | eerste helft 18e eeuw                       |                                    | Hoogte Kadijk 36            | 52° 22' 12" NB, 4° 54' 48" OL | 2058   | Pand met gevel                                                                    |
| Pand met halsgevel                                                                | Gebouw                   | eerste helft 18e eeuw                       |                                    | Hoogte Kadijk 42            | 52° 22' 11" NB, 4° 54' 49" OL | 2059   | Meer afbeeldingen                                                                 |
| Pand met halsgevel                                                                | Gebouw                   | eerste of tweede kwart 18e eeuw             |                                    | Hoogte Kadijk 44            | 52° 22' 11" NB, 4° 54' 49" OL | 2060   | Meer afbeeldingen                                                                 |
| Pand met gevel onder rechte lijst geblokte pui                                    | Woonhuis                 | 18e/19e eeuw                                |                                    | Hoogte Kadijk 46            | 52° 22' 11" NB, 4° 54' 49" OL | 2061   | Pand met gevel onder rechte lijst geblokte pui                                    |
| Pand met gevel onder rechte lijst                                                 | Gebouw                   | 18e/19e eeuw                                |                                    | Hoogte Kadijk 48            | 52° 22' 11" NB, 4° 54' 50" OL | 2062   | Meer afbeeldingen                                                                 |
| Pand met eenvoudige halsgevel                                                     | Gebouw                   | mogelijk eerste kwart 18e eeuw              |                                    | Hoogte Kadijk 50A           | 52° 22' 11" NB, 4° 54' 50" OL | 2063   | Pand met eenvoudige halsgevel                                                     |
| Pand met eenvoudige halsgevel                                                     | Gebouw                   | mogelijk eerste kwart 18e eeuw              |                                    | Hoogte Kadijk 52A           | 52° 22' 11" NB, 4° 54' 50" OL | 2064   | Pand met eenvoudige halsgevel                                                     |
| Pand met eenvoudige halsgevel                                                     | Gebouw                   | mogelijk eerste kwart 18e eeuw              |                                    | Hoogte Kadijk 54            | 52° 22' 11" NB, 4° 54' 50" OL | 2065   | Pand met eenvoudige halsgevel                                                     |
| Pand met eenvoudige halsgevel                                                     | Gebouw                   | mogelijk eerste kwart 18e eeuw              |                                    | Hoogte Kadijk 56            | 52° 22' 11" NB, 4° 54' 50" OL | 2066   | Pand met eenvoudige halsgevel                                                     |
| Pand met eenvoudige halsgevel                                                     | Gebouw                   | eerste helft 18e eeuw                       |                                    | Hoogte Kadijk 58            | 52° 22' 11" NB, 4° 54' 51" OL | 2067   | Pand met eenvoudige halsgevel                                                     |
| Pand met een eenvoudige halsgevel                                                 | Gebouw                   | eerste helft 18e eeuw                       |                                    | Hoogte Kadijk 60A           | 52° 22' 11" NB, 4° 54' 51" OL | 2068   | Pand met een eenvoudige halsgevel                                                 |
| Pand met eenvoudige halsgevel                                                     | Gebouw                   | eerste helft 18e eeuw                       |                                    | Hoogte Kadijk 62A           | 52° 22' 11" NB, 4° 54' 51" OL | 2069   | Pand met eenvoudige halsgevel                                                     |
| Pand met eenvoudige halsgevel                                                     | Gebouw                   | eerste helft 18e eeuw                       |                                    | Hoogte Kadijk 62A           | 52° 22' 11" NB, 4° 54' 51" OL | 2070   | Pand met eenvoudige halsgevel                                                     |
| Pand met halsgevel                                                                | Gebouw                   | eerste of tweede kwart 18e eeuw             |                                    | Hoogte Kadijk 72            | 52° 22' 11" NB, 4° 54' 52" OL | 2071   | Meer afbeeldingen                                                                 |
| Pand met halsgevel                                                                | Gebouw                   | eerste of tweede kwart 18e eeuw             |                                    | Hoogte Kadijk 74            | 52° 22' 10" NB, 4° 54' 52" OL | 2072   | Meer afbeeldingen                                                                 |
| Aaneengesloten reeks onderkelderde dijkwoningen                                   | Gebouw                   | vroeg 19e eeuw                              |                                    | Hoogte Kadijk 84            | 52° 22' 10" NB, 4° 54' 54" OL | 2074   | Meer afbeeldingen                                                                 |
| Aaneengesloten reeks onderkelderde dijkwoningen                                   | Gebouw                   | vroeg 19e eeuw                              |                                    | Hoogte Kadijk 88            | 52° 22' 9" NB, 4° 54' 55" OL  | 2075   | Meer afbeeldingen                                                                 |
| Aaneengesloten reeks onderkelderde dijkwoningen                                   | Gebouw                   | vroeg 19e eeuw                              |                                    | Hoogte Kadijk 92            | 52° 22' 9" NB, 4° 54' 55" OL  | 2076   | Meer afbeeldingen                                                                 |
| Aaneengesloten reeks onderkelderde dijkwoningen                                   | Gebouw                   | vroeg 19e eeuw                              |                                    | Hoogte Kadijk 96            | 52° 22' 9" NB, 4° 54' 56" OL  | 2077   | Meer afbeeldingen                                                                 |
| Aaneengesloten reeks onderkelderde dijkwoningen                                   | Gebouw                   | vroeg 19e eeuw                              |                                    | Hoogte Kadijk 100           | 52° 22' 9" NB, 4° 54' 56" OL  | 2078   | Meer afbeeldingen                                                                 |
| Aaneengesloten reeks onderkelderde dijkwoningen                                   | Gebouw                   | vroeg 19e eeuw                              |                                    | Hoogte Kadijk 104           | 52° 22' 9" NB, 4° 54' 57" OL  | 2079   | Meer afbeeldingen                                                                 |
| Aaneengesloten reeks onderkelderde dijkwoningen                                   | Gebouw                   | 1828                                        | G. Moele, J. Moele en G. Moele jr. | Hoogte Kadijk 112A          | 52° 22' 8" NB, 4° 54' 58" OL  | 2080   | Aaneengesloten reeks onderkelderde dijkwoningen                                   |
| Aaneengesloten reeks onderkelderde dijkwoningen                                   | Gebouw                   | 1828                                        | G. Moele, J. Moele en G. Moele jr. | Hoogte Kadijk 116A          | 52° 22' 8" NB, 4° 54' 59" OL  | 2081   | Aaneengesloten reeks onderkelderde dijkwoningen                                   |
| Aaneengesloten reeks onderkelderde dijkwoningen                                   | Gebouw                   | 1828                                        | G. Moele, J. Moele en G. Moele jr. | Hoogte Kadijk 120A          | 52° 22' 8" NB, 4° 54' 59" OL  | 2082   | Aaneengesloten reeks onderkelderde dijkwoningen                                   |
| Aaneengesloten reeks onderkelderde dijkwoningen                                   | Gebouw                   | 1828                                        | G. Moele, J. Moele en G. Moele jr. | Hoogte Kadijk 124A          | 52° 22' 8" NB, 4° 54' 60" OL  | 2083   | Aaneengesloten reeks onderkelderde dijkwoningen                                   |
| Aaneengesloten reeks onderkelderde dijkwoningen                                   | Gebouw                   | 1828                                        | G. Moele, J. Moele en G. Moele jr. | Hoogte Kadijk 128A          | 52° 22' 8" NB, 4° 55' 0" OL   | 2084   | Aaneengesloten reeks onderkelderde dijkwoningen                                   |
| Aaneengesloten reeks onderkelderde dijkwoningen                                   | Gebouw                   | 1828                                        | G. Moele, J. Moele en G. Moele jr. | Hoogte Kadijk 132A          | 52° 22' 7" NB, 4° 55' 1" OL   | 2085   | Aaneengesloten reeks onderkelderde dijkwoningen                                   |
| Aaneengesloten reeks onderkelderde dijkwoningen                                   | Gebouw                   | 1828                                        | G. Moele, J. Moele en G. Moele jr. | Hoogte Kadijk 136A          | 52° 22' 7" NB, 4° 55' 1" OL   | 2086   | Aaneengesloten reeks onderkelderde dijkwoningen                                   |
| Aaneengesloten reeks onderkelderde dijkwoningen                                   | Gebouw                   | 1828                                        | G. Moele, J. Moele en G. Moele jr. | Hoogte Kadijk 140A          | 52° 22' 7" NB, 4° 55' 2" OL   | 2087   | Aaneengesloten reeks onderkelderde dijkwoningen                                   |
| Aaneengesloten reeks onderkelderde dijkwoningen                                   | Gebouw                   | 1828                                        | G. Moele, J. Moele en G. Moele jr. | Hoogte Kadijk 144A          | 52° 22' 7" NB, 4° 55' 2" OL   | 2088   | Aaneengesloten reeks onderkelderde dijkwoningen                                   |
| Aaneengesloten reeks onderkelderde dijkwoningen                                   | Gebouw                   | 1828                                        | G. Moele, J. Moele en G. Moele jr. | Hoogte Kadijk 148A          | 52° 22' 7" NB, 4° 55' 2" OL   | 2089   | Aaneengesloten reeks onderkelderde dijkwoningen                                   |
| Hoekhuis met gevel onder rechte lijst                                             | Gebouw                   | 18e/19e eeuw                                |                                    | Hoogte Kadijk 78A           | 52° 22' 10" NB, 4° 54' 53" OL | 2102   | Meer afbeeldingen                                                                 |
| Centrale Oost: Machinegebouw                                                      | Nutsbedrijf              | 1903                                        |                                    | Hoogte Kadijk 400           | 52° 22' 1" NB, 4° 55' 18" OL  | 518508 | Meer afbeeldingen                                                                 |